# Chavagnac (Cantal)
Chavagnac 2016. december 1-jén Celles, Neussargues-Moissac és Sainte-Anastasie községekkel egyesült és Neussargues en Pinatelle új község része lett.
Lakosainak száma 91 fő (2022. január 1.). Chavagnac Dienne, Vernols, Murat, Virargues és Chalinargues községekkel határos.

## Népesség
A település népességének változása:

| 2022 | 91 |